# ريان تومسون
ريان تومسون (بالإنجليزية: Ryan Thomson)‏ (13 أبريل 1991 بغلاسكو في المملكة المتحدة - ) هو لاعب كرة قدم بريطاني في مركز الوسط. لعب مع دونفرملين أثلتيك ونادي سترنرير ‏ ونادي ألبيون روفرز.

## وصلات خارجية
- ريان تومسون على موقع قاعدة بيانات كرة القدم.إي يو (الإنجليزية)
- ريان تومسون على موقع Soccerbase.com (لاعب) (الإنجليزية)